# エドゥアルト・フリードリヒ・ペーピッヒ

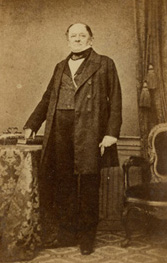
Eduard Friedrich Poeppig

エドゥアルト・フリードリヒ・ペーピッヒ（Eduard Friedrich Poeppig　またはPöppig、1798年7月16日 – 1868年9月4日）は、ドイツの植物学者、動物学者、探検家であった。南米の博物学的探検を行ないアマゾン川の上流でオオオニバスを発見したことなどで知られる。

## 生涯
ザクセンのプラウエンに生まれた。ライプツィヒ大学で医学と博物学を学び、医学の学位を取得した。大学の学長の命令で、北米、南米の植物の調査を命じられ、1823年から1824年までキューバに、1824年から1826年まで、ペンシルベニアで働いた。 1826年に、チリのバルパライソに赴き、そこで数年を過ごし、チリ、ペルー、ブラジルの科学探査を行った。1832年の後半に多くの動物学と植物学の標本を携えてドイツに戻った。1833年にライプツィヒ大学の准教授になり、終生ライプツィヒ大学で働いた。ライプツィヒの科学博物館の設立に貢献し、自らののコレクションは博物館に遺贈された。
南米の4000種の植物を記載し、インカの遺跡も調査した。アマゾン川を、いかだやカヌーでさかのぼり、1542年のスペインの征服者フランシスコ・デ・オレリャーナ、1744年のフランスの地理学者、シャルル＝マリー・ド・ラ・コンダミーヌ以来、探検されることのなかったアマゾン川の全流域を探検したヨーロッパ人となった。

## 著書
- Fragmentum synopseos plantarum phanerogamarum, (1833)
- Selbstanzeige der Reisebeschreibung in Blätter für literarische Unterhaltung, (1835)
- Reise in Chile, Peru und auf dem Amazonenstrome während der Jahre 1827-1832, (1834–36)
- Nova genera ac species plantarum, quas in regno Chilensi Peruviano et in terra Amazonica: annis MDCCCXXVII ad MDCCCXXXII Stephan Ladislaus Endlicher (1804-1849)との共著 (1835–45)
- Reise nach den Vereinigten Staaten (1837)
- Über alte und neue Handelswege nach der Westküste Amerikas, (On old and new trade routes to the west coast of the Americas; 1838)
- Landschaftliche Ansichten und erlauternde Darstellungen (Views of countryside with explanation; 1839)